# 五里牌电站水库
五里牌电站位于湖南省永州市双牌县，是一座以发电为主的中型水库，库容约3950万立方米，水库坝高约24.5米，正常蓄水位约126米。